# El Arbi Hillel Soudani
El Arbi Hillel Soudani (Chlef, 25. studenoga 1987.), alžirski je nogometaš koji trenutačno igra za Maribor. Igra na mjestu napadača.

## Klupska karijera
Nogometnu karijeru počeo je u podmlatku ASO Chlefa, nogometnoga kluba iz rodnoga mu grada Chlefa a od 2006. do 2011. godine igrao je za seniorsku momčad istoga kluba. Nakon toga prešao je u portugalsku Vitóriju Guimarães gdje je ostao do pred kraj svibnja 2013. godine kada je potpisao četverogodišnji ugovor sa zagrebačkim Dinamom.
U lipnju 2018. prelazi iz zagrebačkog Dinama u engleski Nottingham Forest.

## Reprezentativna karijera
Dne 4. lipnja 2011., Soudani je prvi puta nastupio za alžirsku nogometnu reprezentaciju, u susretu protiv marokanske nogometne reprezentacije, u kvalifikacijama za Afrički kup nacija 2012., kada je ušao u igru u 79. minuti susreta.

## Priznanja

### Individualna
- Najbolji strijelac alžirskoga prvenstva u sezoni 2010./11. s 18 pogodaka.
- 2017.: Najbolji igrač Prve HNL, u izboru kapetana klubova Prve HNL.

### Klupska
ASO Chlef
- Alžirsko prvenstvo (1): 2010./11.

Vitória Guimarães
- Portugalski kup (1): 2013.

Dinamo Zagreb
- Prva hrvatska nogometna liga (4): 2013./14., 2014./15., 2015./16., 2017./18.
- Hrvatski nogometni kup (3): 2015., 2016., 2018.
- Hrvatski nogometni superkup (1): 2013.

Olympiakos
- Superliga Grčke (1): 2019./20.
- Grčki nogometni kup (1): 2019./20.

### Reprezentativna
- FIFA Arapski kup (1): 2021.

## Vanjske poveznice
- Hilal El Arbi Soudani na transfermarkt.com
- Hilal El Arbi Soudani na soccerway.com